# Campionato svizzero di hockey su ghiaccio 1912-1913

## Campionato Internazionale

### Partecipanti
Akademischer EHC Zürich · 
 Bellerive Vevey · 
 Les Avants · 
 CP Lausanne

### Verdetti
| Campionato Internazionale 1912-1913 |
| ----------------------------------- |
| Les Avants                          |